# QR 코드

위키백과 영어판으로 연결되는 QR 코드

QR 코드(영어: QR code, Quick Response code, 순화어: 정보무늬)는 컴퓨터로 만든 흑백 격자무늬 코드로, 정보를 나타내는 매트릭스 형식의 이차원 코드이다. 1994년에 일본 대형 자동차 부품업체인 덴소의 하라 마사히로(原昌宏)가 발명했다.
QR코드는 주로 한국, 일본, 중국, 영국, 미국 등에서 많이 사용하며 명칭은 덴소 웨이브의 등록 상표 'Quick Response'에서 유래하였다. 종래에 많이 쓰던 바코드에 비해 정보 용량이 커진 바코드의 형식과 내용을 확장한 2차원 무늬다. 가로와 세로로 정보를 기록하여서 숫자 외에 문자 데이터도 저장한다. 
보통 디지털카메라나 전용 스캐너로 읽어  활용한다. 국립국어원에서 QR 코드를 정보무늬로 다듬었다. 비슷한 용도로 먼저 사용한 이 차원 코드가 바코드다.  바코드는 이름 그대로 단순한 막대기 모양의 바를 이차원으로 나열한 무늬다.

## 역사
1994년에 일본 토요타 자동차의 자회사인 덴소 웨이브가 토요타 자동차 전용 차 열쇠와 부품을 구별하고자 개발하면서 각 곳 부분에 이 코드를 부착하여 사용하였다. 1997년 10월에 AIM International 표준이 되었고 1998년 3월에 JEIDA 규격을 갖추었고 2000년 6월에 ISO/IEC 18004표준이 되었다. 현재 특허권을 가진 덴소 웨이브는 이 표준화한 기술을 대상으로 한 특허권을 행사하지 않겠다고 선언하였다.

## 특징
일반 바코드는 단방향 즉, 1차원으로 숫자나 문자 정보가 저장 가능한데 QR코드는 종횡으로 2차원 형태를 가져서 더 많은 정보를 담는다. 사진, 동영상, 지도, 명함 등 다양한 정보를 더 편리하게 기록한다. 
버전1부터 버전40까지 다양한 버전을 지원하고 버전마다 최대로 포함하는 정보와 크기가 다르다. QR코드에는 데이터의 표현과 읽기를 수월하게 하고자 콰이어트 존, 위치 검출 패턴 (분리자 포함), 타이밍 패턴, 정렬 패턴, 포맷 정보, 버전 정보, 데이터 영역 (에러 정정 코드 영역 포함) 등의 영역을 나누었다.
QR코드는 숫자 최대 7089 자, 영문자와 한글은 (코드표가 따로 존재) 최대 4296 자, 8비트 바이트 최대 2953 바이트, 한자 1817 자를 담는다.

## 그 외 주요 용도

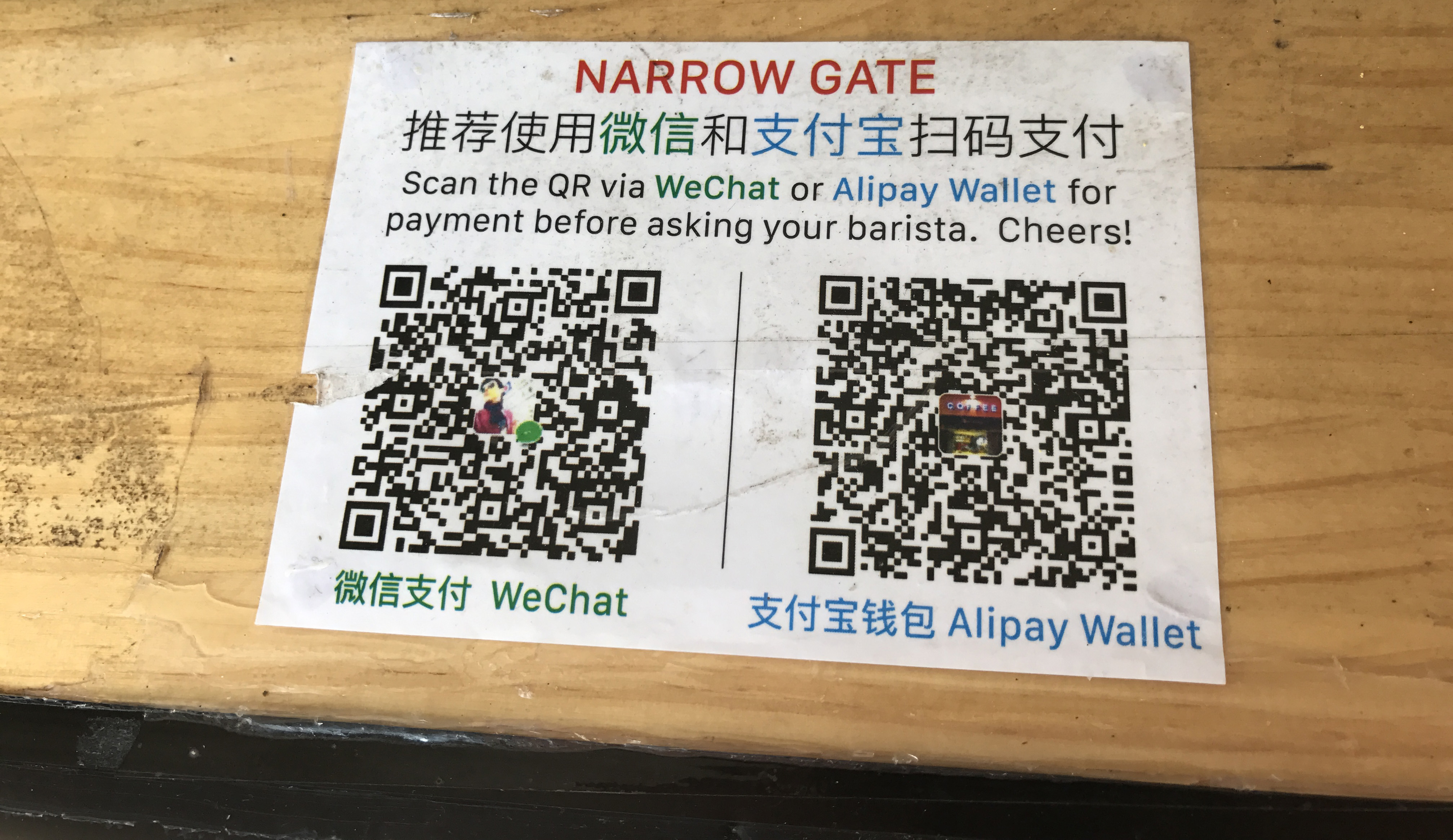
위챗 · 알리페이 QR결제 장면

건물 위 광고판에 있는 QR 코드를 사용자가 휴대전화 단말기로 찍어 인터넷 검색이 가능하다.
초기에는 자동차 부품 생산관리 등 상품관리에 널리 이용하여 기존 바코드를 대체하는 개념으로 많이 보급했다.
이후 일본에서 카메라폰을 이용해 확인하도록 QR코드를 다양한 매체에 인쇄했다. 사용자가 카메라로 촬영만 하면 연결한 인터넷 정보를 쉽게 검색하는 수단으로 발전하였다. 예컨대 잡지 광고에 삽입하여 카메라 폰으로 찍으면 코드를 인식하고 웹 사이트로 연결하여 더 자세한 정보를 보여준다. QR코드를 명함에 인쇄하여 개인 정보 입력을 쉽게 하는 등 다양한 활용 방법이 발달하였다. 현재 일본에서 판매하는 카메라폰 대부분이 이것을 지원하고 스마트폰에서도 이것을 지원하는 애플리케이션이 있다.
중국에서 알리 페이와 위챗 페이를 사용하여 대금 결제를 진행하는데, 노점상도 카드 단말기는 없어도 대금 결제용 QR코드는 다 제공한다.

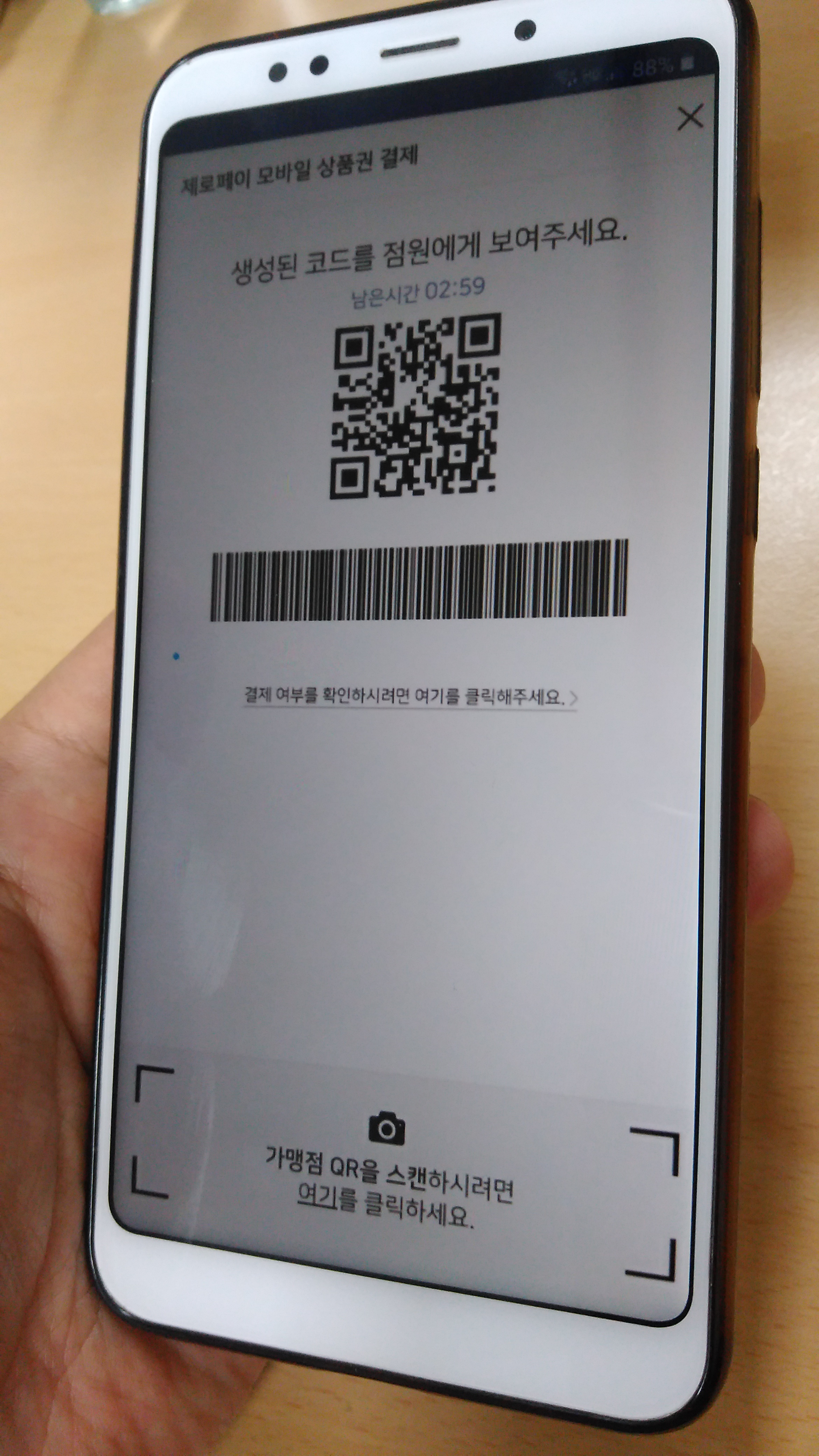
제로페이 사용 장면

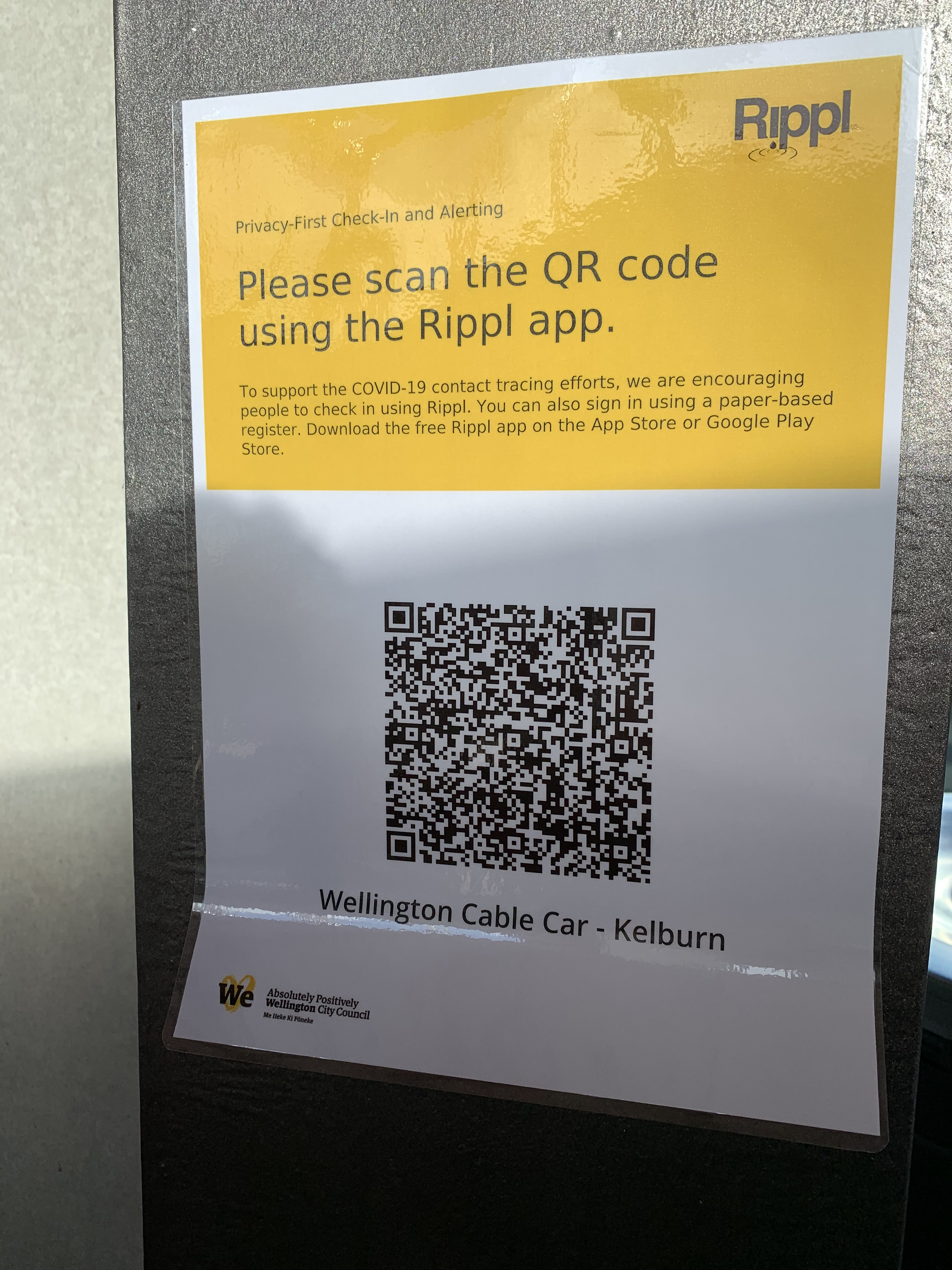
QR Code를 이용한 Rippl 시스템

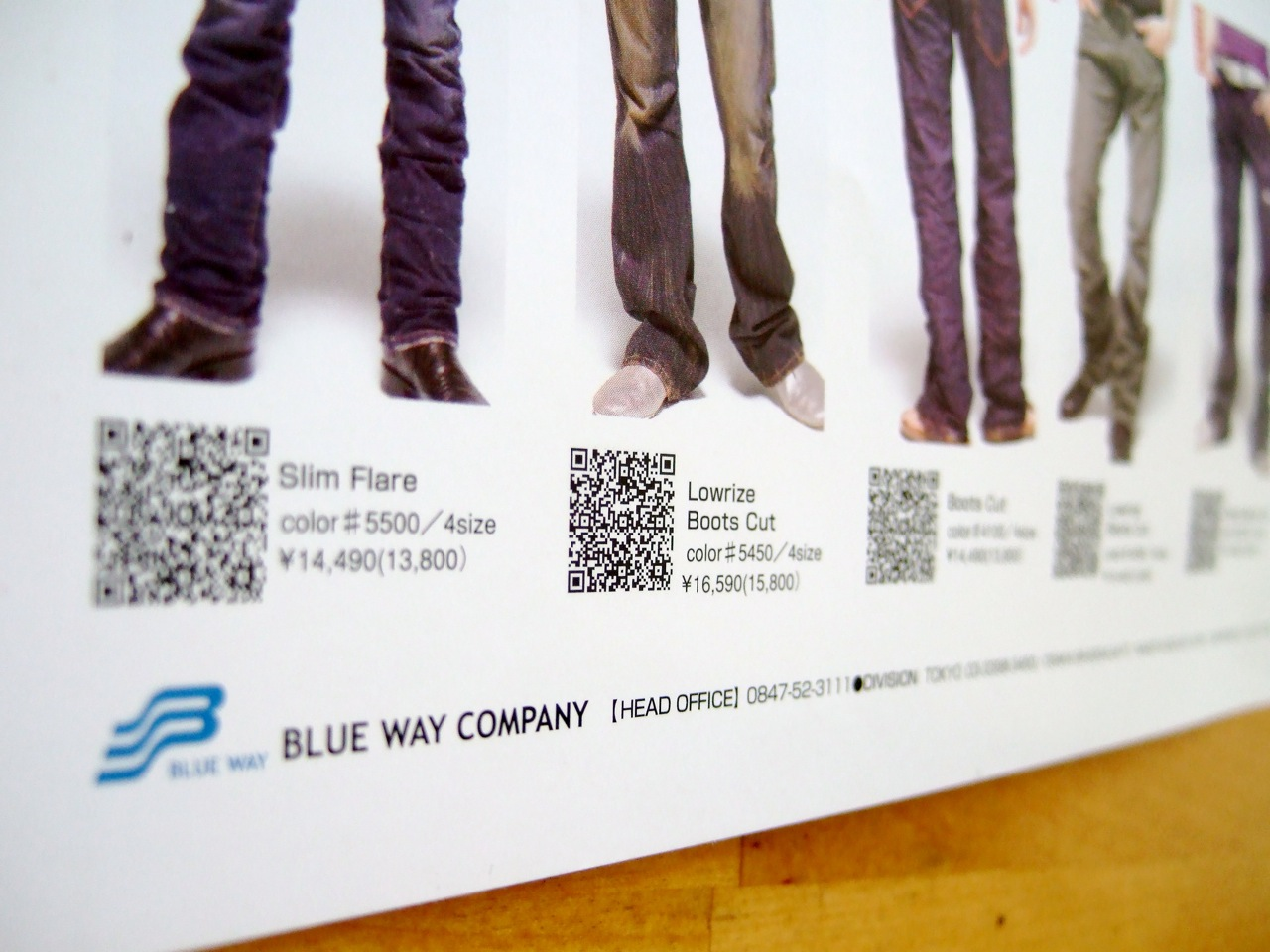
QR Code를 사용한 구매

한국에서도 서울시에서 제로페이라는 시스템을 사용한다. 구매자 임시 코드 생성 방식으로 3분만에 코드를 새로 바꾸는 구조로 결제한다

## 생성기
잉크스케이프는 바코드(EAN-13 및 EAN-5 등) 그리고 QR 코드를 SVG 및 PNG로 생성 및 생성기로 사용한다.

## 같이 보기
- 바코드
- 미싱노
- 글리치
- 데이터 매트릭스